# كريس فاديخون
كريس فاديخون (بالإنجليزية: Chris Faddegon) (ولد في 18 أغسطس 1954) هو سياسي هولندي ينتمي إلى حزب الحرية. يشغل منصب عضو في مجلس النواب الهولندي منذ 4 يوليو 2024.

## الحياة السياسية
انضم فاديخون إلى حزب الحرية المعروف بمواقفه اليمينية وقاد عدة حملات انتخابية محلية قبل أن يُنتخب عضوًا في مجلس النواب. يُعرف بمواقفه الصارمة في قضايا الهجرة والأمن الوطني.